# Leptopeltis gregaria
Leptopeltis gregaria är en svampart som först beskrevs av Franz Petrak, och fick sitt nu gällande namn av L. Holm & K. Holm 1977. Leptopeltis gregaria ingår i släktet Leptopeltis och familjen Leptopeltidaceae.  Arten är reproducerande i Sverige. Inga underarter finns listade i Catalogue of Life.